# (19855) Borisalexeev
(19855) Borisalexeev (2000 UE6) – planetoida z grupy pasa głównego asteroid okrążająca Słońce w ciągu 5,16 lat w średniej odległości 2,99 j.a. Odkryta 24 października 2000 roku.